# Emilio Trivini
Emilio Trivini   (Dongo, 5 d'abril de 1938 - Roma, 27 d'agost de 2022) és un remer italià, ja retirat, que va competir durant la dècada de 1960.
El 1964 va prendre part en els Jocs Olímpics d'Estiu als Jocs de Tòquio, on guanyà la medalla de plata en la prova del quatre amb timoner del programa de rem. Formà equip amb Renato Bosatta, Giuseppe Galante, Franco De Pedrina i Giovanni Spinola. Quatre anys més tard, als Jocs de Ciutat de Mèxic fou quart en la prova del quatre amb timoner.
En el seu palmarès també destaquen una medalla de plata als Jocs del Mediterrani del 1963 i una de bronze al Campionat d'Europa de rem de 1964.